# Geneveprotokollen af 4. oktober 1922
Geneveprotokollen af 4. oktober 1922 er en erklæring underskrevet af England, Frankrig, Italien og Tjekkoslovakiet, der i forlængelse af Saint-Germain-traktaten gav sin støtte til genopbygningen af Østrig efter 1. verdenskrig.
Østrig var efter krigen reduceret til en lille stat, der i 1920 fik en ny forfatning. Landet var i økonomisk krise, da de økonomisk givende landbrugsområder i Ungarn og industriomåderne i Böhmen var afgivet. Manglen på varer havde medført hyperinflation i begyndelsen af 1920'erne, og Østrig havde brug for både mellemstatslig og økonomisk støtte udefra. Landets kreditværdighed var ikke stor, men et vigtigt skridt på vejen for landets genopbygning var en støtteerklæring fra England, Frankrig, Italien og Tjekkoslovakiet, der garanterede Østrigs suverænitet.
Den 4. oktober 1922 underskrev de fire lande en protokol der erklærede, at landene:
- ville respektere Østrigs politiske uafhængighed og territoriale suverænitet
- ikke ville tage økonomiske skridt i forhold til at kompromitere denne uafhængighed
- ville afholde sig fra enhver handling, der strider mod ånden i aftaler, der skal stimulere den økonomiske rekonstruktion af Østrig eller have indflydelse på Østrigs kreditmuligheder
- ville rejse sagen i Folkeforbundet, hvis nogen af verdens nationer skulle handle mod disse principper

På den anden side skulle Østrig ifølge protokollen garantere, at Østrig ville respektere Saint-Germains-traktatens bestemmelser om landets suverænitet og på ingen måde kompromitere den gennem aftaler med andre lande.
I forlængelse af Geneveprotokollen opnåede Østrig et lån fra Folkebundet på 650 mio. østrigske kroner. Lånet førte til en økonomisk stabilisering og muliggjorde indførelse af ny valuta i 1925 – den østrigske schilling.
Geneveprotokollen indgik i 1931 i en afgørelse fra Den Internationale Domstol i Haag. Den 5. september erklærede domstolen den planlagte toldunion mellem Østrig og Tyskland for uforenelig med Geneveprotokollen af 4. oktober 1922. Det var Østrig og Tysklands sidste forsøg på at opnå billigelse fra sejrsmagterne fra 1. verdenskrig om at indgå et tættere konstitutionelt samarbejde.